# Leo Solari
Leo Solari (Genova, 14 giugno 1919 – Roma, 2 luglio 2009) è stato un politico, partigiano e scrittore italiano.

## Biografia
Trasferitosi in Lombardia all'età di due anni, dopo aver studiato legge e scienze politiche si dedicò all'attività di economista. Divenuto antifascista grazie alla lettura di scritti di Guido Calogero, nel 1944 Solari fu tra i fondatori della Federazione Giovanile Socialista Italiana, di cui diresse l'attività partigiana e la propaganda. Comandante di una delle Brigate Matteotti, fu animatore in Lombardia delle forze socialiste impegnate nella Resistenza. Dopo la liberazione, divenne segretario dei giovani socialisti e fondò e diresse il foglio Rivoluzione Socialista. Nel 1947 contribuì alla scissione di Palazzo Barberini e divenne membro della direzione del Partito Socialista Democratico Italiano. Assente per un decennio dalla vita di partito, si concentrò sull'attività professionale, di cui fanno testo oltre trenta monografie, riguardanti in prevalenza temi economici.
Fu amico e collaboratore di Eugenio Colorni, del quale fu anche biografo.
Nel 1994 gli fu assegnato il premio Ignazio Silone per la cultura.

## Opere
- I giovani di "Rivoluzione Socialista", Roma, Iepi, 1964.
- Eugenio Colorni. Ieri e sempre, Venezia, Marsilio, 1980 (vincitore del premio del presidente del Premio Viareggio).[1]